# Gymnoscelis lundbladi
Gymnoscelis lundbladi är en fjärilsart som beskrevs av Louis Beethoven Prout 1939. Gymnoscelis lundbladi ingår i släktet Gymnoscelis och familjen mätare. Inga underarter finns listade i Catalogue of Life.